# جزیره‌ها

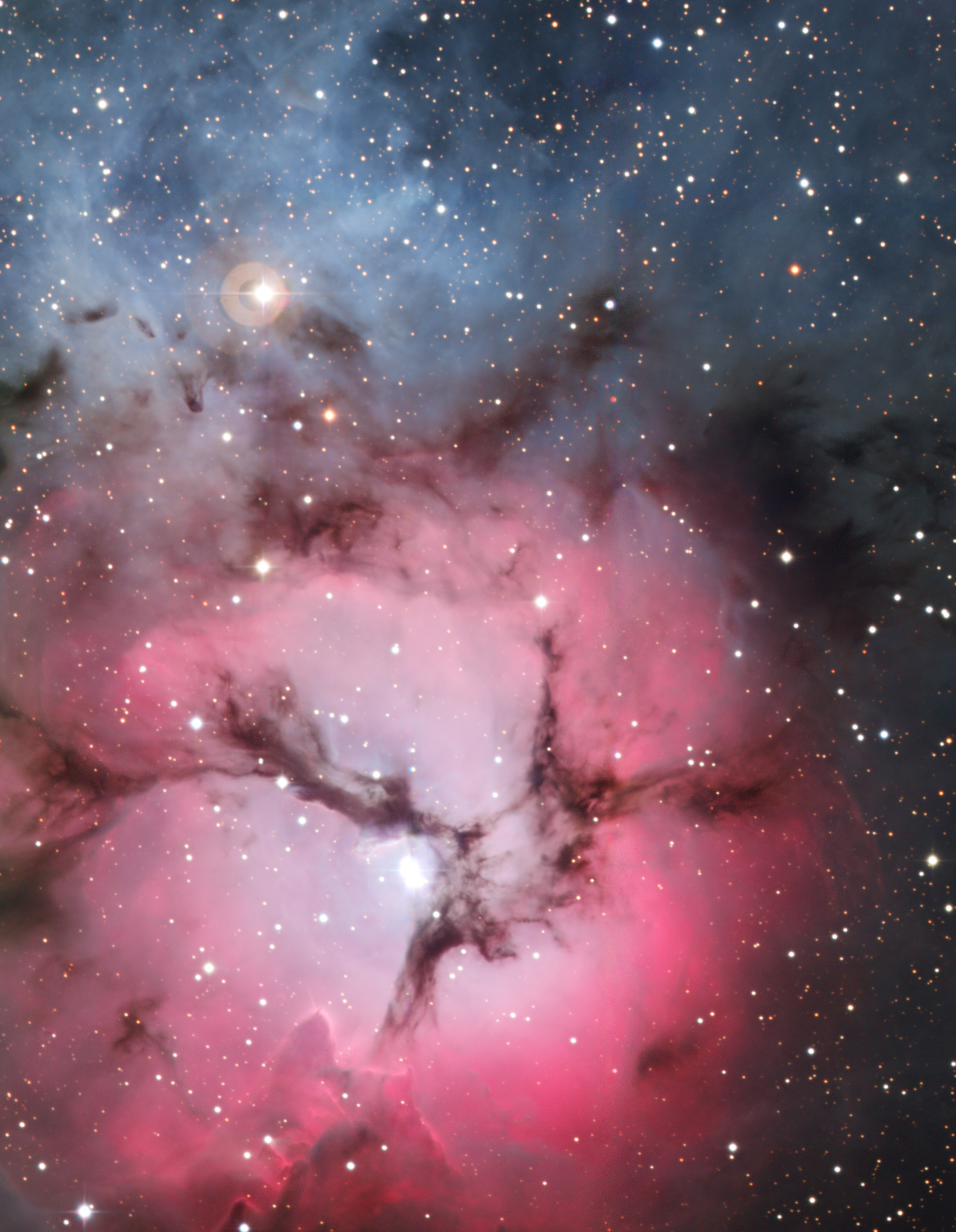
جزیره ها چهارمین آلبوم استودیویی گروه انگلیسی King Crimson

جزیره ها چهارمین آلبوم استودیویی گروه انگلیسی King Crimson است که در دسامبر 1971  ضبط و منتشر شد. جزیره ها آخرین آلبوم استودیویی King Crimson قبل از سه گانه گروهی از Larks Tongues In Aspic و Starless و Bible Black and Red بود. این همچنین آخرین آلبومی است که شامل اشعار عضو بنیانگذار پیتر سینفیلد است.این آلبوم با واکنش های مختلف منتقدین روبرو شد.